# WOMANISM II 〜ZEN・KYOKU・SHOO 1985-1991〜
『WOMANISM II 〜ZEN・KYOKU・SHOO 1985-1991〜』（ウーマニズム・トゥ ぜんきょくしゅう 1985-1991）は、アン・ルイスの7枚目のベスト・アルバム。1991年3月21日にビクターエンタテインメントよりリリースされた。

## 概要
1985年発売の『全曲集』以来約6年ぶりとなるベストアルバム。『WOMANISM I 〜ZEN・KYOKU・SHOO 1974-1984〜』と同時発売された。1984年から1990年のシングル曲を中心に収録されている。
2004年9月22日には期間限定特別価格盤が期間限定で出荷された。
アン・ルイスのCDとしては最も売れたアルバムとなっている。

## 収録曲
1. Finish!!
32ndシングル
2. ピンクダイヤモンド
25thシングル
3. 立ちっぱなしのBad Boy
アルバム『遊女』収録
4. KATANA
28thシングル
5. 欲望
31stシングル
6. WOMAN
30thシングル
7. Triangle Blue
26thシングルカップリング
8. FOUR SEASONS
27thシングルカップリング
9. 美人薄命
29thシングル
10. 六本木心中
24thシングル
11. あゝ無情
26thシングル
12. 天使よ故郷を見よ
27thシングル
13. Honey Dripper
アルバム『遊女』収録
14. グッド・バイ・マイ・ラブ ’91
6thシングルの再録